# Shin-Ei
La Shin-Ei (新鋭) è stata una competizione di Go giapponese per professionisti, disputatasi dal 1969 al 2002. Era riservata a giocatori sotto il 30 anni e sotto il grado di 7-dan.

## Vincitori
| Anno | Giocatore          | Finalista         |
| ---- | ------------------ | ----------------- |
| 1969 | Yoshio Ishida      | Kunio Ishii       |
| 1970 | Shoichi Takagi     | Kudo Norio        |
| 1971 | Takaho Kojima      | Cho Hun-hyun      |
| 1972 | Kōichi Kobayashi   | Cho Chikun        |
| 1973 | Cho Chikun         | Yasumasa Hane     |
| 1974 | Cho Chikun         | Kōichi Kobayashi  |
| 1975 | Kōichi Kobayashi   | Masao Kato        |
| 1976 | non disputato      | non disputato     |
| 1977 | Cho Chikun         | Hajime Tokimoto   |
| 1978 | Shuzo Awaji        | Takeshi Sakai     |
| 1979 | Haruo Kamimura     | Kōichi Kobayashi  |
| 1980 | Shuzo Awaji        | Toshio Kori       |
| 1981 | Akira Ishida       | Yujiro Hashimoto  |
| 1982 | Satoru Kobayashi   | Ei Kanda          |
| 1983 | Ō Rissei           | Satoru Kobayashi  |
| 1984 | Toshiya Imamura    | Norimoto Yoda     |
| 1985 | Yasutaka Sonoda    | Kenji Kobayashi   |
| 1986 | Norimoto Yoda      | Koichi Oya        |
| 1987 | non disputato      | non disputato     |
| 1988 | Norimoto Yoda      | Naoto Hikosaka    |
| 1989 | Hideki Komatsu     | Masaki Ogata      |
| 1990 | Hiroyuki Hiroe     | Norimoto Yoda     |
| 1991 | Hideki Komatsu     | Meiko tei         |
| 1992 | Cho Son-jin        | Koichi Oya        |
| 1993 | Ryu Shikun         | Ayako Nakazawa    |
| 1994 | Kimio Yamada       | Tomomi Nakaonoda  |
| 1995 | Hideki Enda        | Shikun Ryu        |
| 1996 | Naoki Hane         | Tomoyasu Mimura   |
| 1997 | Kagen Yo           | Masanori Kurotaki |
| 1999 | Tomoyasu Mimura    | Atsushi Ishida    |
| 2000 | Keigo Yamashita    | Shinji Takao      |
| 2001 | Seiken Takanashi   | Kim Sujun         |
| 2002 | Tomochika Mizokami | Kim Sujun         |
| 2003 | Shinji Takao       | Kim Sujun         |